# رنو ۶
رنو ۶ (Renault ۶) خودرویی است که در سال‌های ۱۹۶۸–۱۹۸۰در والادولید، اسپانیا، کلمبیا و آرژانتین تولید شده‌است. طراحی آن خودروهای موتور وسط-محور جلو بوده طول آن در حالت طبیعی ۳٬۸۶۰ میلیمتر (۱۵۲٫۰ اینچ)، عرض آن در حالت طبیعی ۱٬۵۰۰ میلیمتر (۵۹٫۱ اینچ) و ارتفاع آن در حالت طبیعی ۱٬۴۸۰ میلیمتر (۵۸٫۳ اینچ) است. 